# Viveka Bosson
Viveka Bosson, född Olson 22 juli 1930, död 17 december 2024 i Martin Luthers distrikt i Halmstad, var en svensk konstkritiker.
Viveca Bosson var dotter till konstnären Erik Olson och växte upp i Paris, Danmark och Halmstad. Hon studerade vid Lunds universitet och blev filosofie magister i romanska språk, engelska, filosofi och psykologi. Därefter studerade hon konsthistoria för Ragnar Josephson och fortsatte sedan att i Paris forska om franska avantgarde-rörelser, vilket ledde till filosofie licentiatexamen i konsthistoria för Oscar Reutersvärd. Hon arbetade också som konstkritiker i Paris under 1960- och 1970-talen och samarbetade då med Skissernas museum i Lund för att förse museet med av konstnärer eller deras anhöriga donerade föremål, bland annat av Sonia Delaunay, Henri Matisse och Amédée Ozenfant.
Från 1961 sammanlevde hon med konstnären Jean Bazaine. Bosson köpte 1980 Mjellby gamla folkskola utanför Halmstad och inrättade där Mjellby konstgård, senare Mjellby konstmuseum och skänkt till Halmstads kommun. Hon var dess chef till 2006.
Bosson tilldelades 2008 franska Chevalier des Arts et des Lettres och blev 2010 hedersdoktor vid Lunds universitet.